# Lista monumentelor istorice din județul Brașov - T

Simbol pentru monumentele istorice

Lista monumentelor istorice din județul Brașov - T cuprinde monumentele istorice înscrise în Patrimoniul cultural național al României și aflate în localități ce încep cu litera T din județul Brașov.
Lista completă este menținută și actualizată periodic de către Ministerul Culturii, Cultelor și Patrimoniului Național din România, prin intermediul Institutului Național al Patrimoniului, ultima versiune datând din 2015. Această listă cuprinde și actualizările ulterioare, realizate prin ordin al ministrului culturii.
| Cod LMI                               | Denumire                                          | Localitate                            | Localizare                                                            | Datare, Creatori                                                               | Imagine               | Erori             |
| ------------------------------------- | ------------------------------------------------- | ------------------------------------- | --------------------------------------------------------------------- | ------------------------------------------------------------------------------ | --------------------- | ----------------- |
| BV-I-s-A-11291 (RAN: 42067.01)        | Fortificație dacică                               | sat Teliu; comuna Teliu               | „Dealul Cetății” („Cetatea”), la 1 km NV de sat 45.70055°N 25.86278°E | sec. I a. Chr.-I p. Chr., Latène                                               | Încarcă foto \| video | Raportează eroare |
| BV-I-s-B-11292 (RAN: 42085.01)        | Așezare                                           | sat Ticușu Vechi; comuna Ticuș        | „Livadă”, deal pe malul drept al Oltului, pe Valea Ticușului          | sec. III - IV p. Chr., Epoca migrațiilor, Cultura Sântana de Mureș - Cerneahov | Încarcă foto \| video | Raportează eroare |
| BV-II-m-B-11834 (RAN: 40517.01)       | Biserica „Intrarea în Biserică a Maicii Domnului” | localitatea Tohanu Nou; oraș Zărnești | Str. Bisericii 1                                                      | 1779, sec. XIX                                                                 | Încarcă foto \| video | Raportează eroare |
| BV-II-m-B-11835 (RAN: 40517.02)       | Școala veche                                      | localitatea Tohanu Nou; oraș Zărnești | Str. Bisericii 8                                                      | 1784                                                                           | Încarcă foto \| video | Raportează eroare |
| BV-II-m-A-11830 (RAN: 42067.03)       | Biserica „Sf. Dumitru”                            | sat Teliu; comuna Teliu               | Str. Vladimirescu Tudor 412 45.70189°N 25.85308°E                     | sec. XVIII                                                                     |                       | Raportează eroare |
| BV-II-a-B-11831 (RAN: 42085.03)       | Ansamblul rural „Str. Principală”                 | sat Ticușu Vechi; comuna Ticuș        | Str. Principală, ambele laturi ale străzii                            | sec. XVIII - XX                                                                |                       | Raportează eroare |
| BV-II-a-B-11832 (RAN: 42085.02)       | Ansamblul bisericii evanghelice fortificate       | sat Ticușu Vechi; comuna Ticuș        | Str. Principală 232                                                   | sec. XV - XIX                                                                  | Alte imagini          | Raportează eroare |
| BV-II-m-B-11832.01 (RAN: 42085.02.02) | Biserica evanghelică                              | sat Ticușu Vechi; comuna Ticuș        | Str. Principală 232                                                   | sec. XV - XIX,1804 - 1806, 1823-1827                                           |                       | Raportează eroare |
| BV-II-m-B-11832.02 (RAN: 42085.02.01) | Incintă fortificată cu turnuri                    | sat Ticușu Vechi; comuna Ticuș        | Str. Principală 232                                                   | sec. XVI,1803                                                                  |                       | Raportează eroare |
| BV-II-a-A-11833 (RAN: 40848.05)       | Ansamblul bisericii evanghelice fortificate       | sat Toarcla; comuna Cincu             | 126 45.8984°N 24.7392°E                                               | sec. XIII - XVII                                                               | Alte imagini          | Raportează eroare |
| BV-II-m-A-11833.01 (RAN: 40848.05.02) | Biserica evanghelică                              | sat Toarcla; comuna Cincu             | 126                                                                   | sec. XIII-XVII                                                                 |                       | Raportează eroare |
| BV-II-m-A-11833.02 (RAN: 40848.05.01) | Incintă fortificată (fragmente)                   | sat Toarcla; comuna Cincu             | 126                                                                   | sec. XVI - XVII                                                                |                       | Raportează eroare |